# Paredes de Coura
Paredes de Coura es una villa portuguesa del distrito de Viana do Castelo, región Norte y comunidad intermunicipal del Alto Miño, con cerca de 9100 habitantes.
Es sede de un municipio con 138,02 km² de área y 8632 habitantes (2021), subdividido en dieciséis freguesias. El municipio limita al norte con los municipios de Valença y Monção, al este con Arcos de Valdevez, al sur con Ponte de Lima y al oeste con Vila Nova de Cerveira.
Todos los veranos se celebra el Festival de Paredes de Coura dónde acuden grupos musicales de nivel internacional, lo que le convierte en uno de los más importantes de Portugal.

## Demografía
| Gráfica de evolución demográfica de Paredes de Coura entre 1801 y 2021 |
|                                                                        |
| Datos según el nomenclátor publicado por el INE portugués.             |

## Freguesias
Las freguesias de Paredes de Coura son las siguientes:
- Agualonga
- Bico e Cristelo
- Castanheira
- Cossourado e Linhares
- Coura
- Cunha
- Formariz e Ferreira
- Infesta
- Insalde e Porreiras
- Mozelos
- Padornelo
- Parada
- Paredes de Coura e Resende
- Romarigães
- Rubiães
- Vascões